# Rudolph Cameron
Rudolph Cameron, conosciuto anche come Rudy Cameron (Washington, 24 ottobre 1894 – Los Angeles, 17 febbraio 1958), è stato un attore statunitense di cinema e teatro.

## Biografia
Attore teatrale, il ventenne Rudolph Cameron - dopo aver esordito sullo schermo nel film della Gaumont The House of Mirrors - fu tra gli interpreti principali di Rich Man, Poor Man, commedia che debuttò a Broadway il 5 ottobre 1916. Si sposò con Anita Stewart, una giovane attrice di successo che, nel 1911, aveva esordito in A Tale of Two Cities. I due attori lavorarono entrambi per la Vitagraph e girarono insieme alcuni film. La Stewart nel 1918 lasciò la Vitagraph, iniziando una carriera di produttrice. In Rose o' the Sea del 1922, ultima sua produzione, recitò nuovamente insieme al marito. Nel frattempo, Cameron tornò al teatro, dove apparve in alcune commedie di Broadway, tra cui il musical Sitting Pretty e Her Way Out 
Nel 1929, Anita Stewart e Cameron divorziarono.
In totale, Cameron girò nella sua carriera una ventina di film, ritirandosi dagli schermi nel 1948. Morì dieci anni dopo, il 17 febbraio 1958 a Los Angeles all'età di 61 anni.

## Filmografia
- The House of Mirrors, regia di Marshall Farnum e James Ormont (1916)
- The More Excellent Way, regia di Perry N. Vekroff (1917)
- Clover's Rebellion, regia di Wilfrid North (1917)
- The Message of the Mouse, regia di J. Stuart Blackton (1917)
- Rose o' the Sea, regia di Fred Niblo (1922)
- Shattered Faith, regia di Jesse J. Ormont (1923)
- Per l'amore di Mike (For the Love of Mike), regia di Frank Capra (1927)
- Coney Island, regia di Ralph Ince (1928)
- Three-Ring Marriage, regia di Marshall Neilan (1928)
- Song of the West, regia di Ray Enright (1930)
- The Stand-Up, regia di Albert Ray (1930)
- Queen High, regia di Fred C. Newmeyer (1930)
- The Man Who Reclaimed His Head, regia di Edward Ludwig (1934)
- Il giglio d'oro (The Gilded Lily), regia di Wesley Ruggles (1935)
- Page Miss Glory, regia di Mervyn LeRoy (1935)
- This Is the Life, regia di Marshall Neilan (1935)
- Arizona, regia di Wesley Ruggles (1940)
- Sunday Punch, regia di David Miller (1942)
- Three Hearts for Julia, regia di Richard Thorpe (1943)
- Bellezze in cielo (Down to the Earth), regia di Alexander Hall (1947)
- The Vicious Circle, regia di W. Lee Wilder (1948)